# Limarí (tỉnh)
Tỉnh Limarí là một tỉnh ở vùng Coquimbo, Chile. Tỉnh này có diện tích 14.276,9 km 2 và dân số là 156.158 người (điều tra năm 2002). Tỉnh lỵ là Ovalle.

## Các đô thị
Tỉnh này có 5 đô thị (comuna):
- Ovalle
- Río Hurtado
- Monte Patria
- Combarbalá
- Punitaqui